# Ensta, Botkyrka kommun
Ensta är en av SCB avgränsad och namnsatt tidigare småort i Botkyrka kommun som består av bebyggelse i Ensta strand. Småorten benämndes före 2005 Norrbyvret, som är namnet på bebyggelsen öster om Ensta strand. Ensta strand ligger i Grödinge socken längs södra sidan av sjön Uttran, och väster om samhället Uttran, som det närmast är att betrakta som en förlängning av. Söder om ligger Vinterskogens naturreservat och till väster Ensta ö naturreservat. 2015 hade småorten vuxit samman med tätorten Tumba.

## Bilder

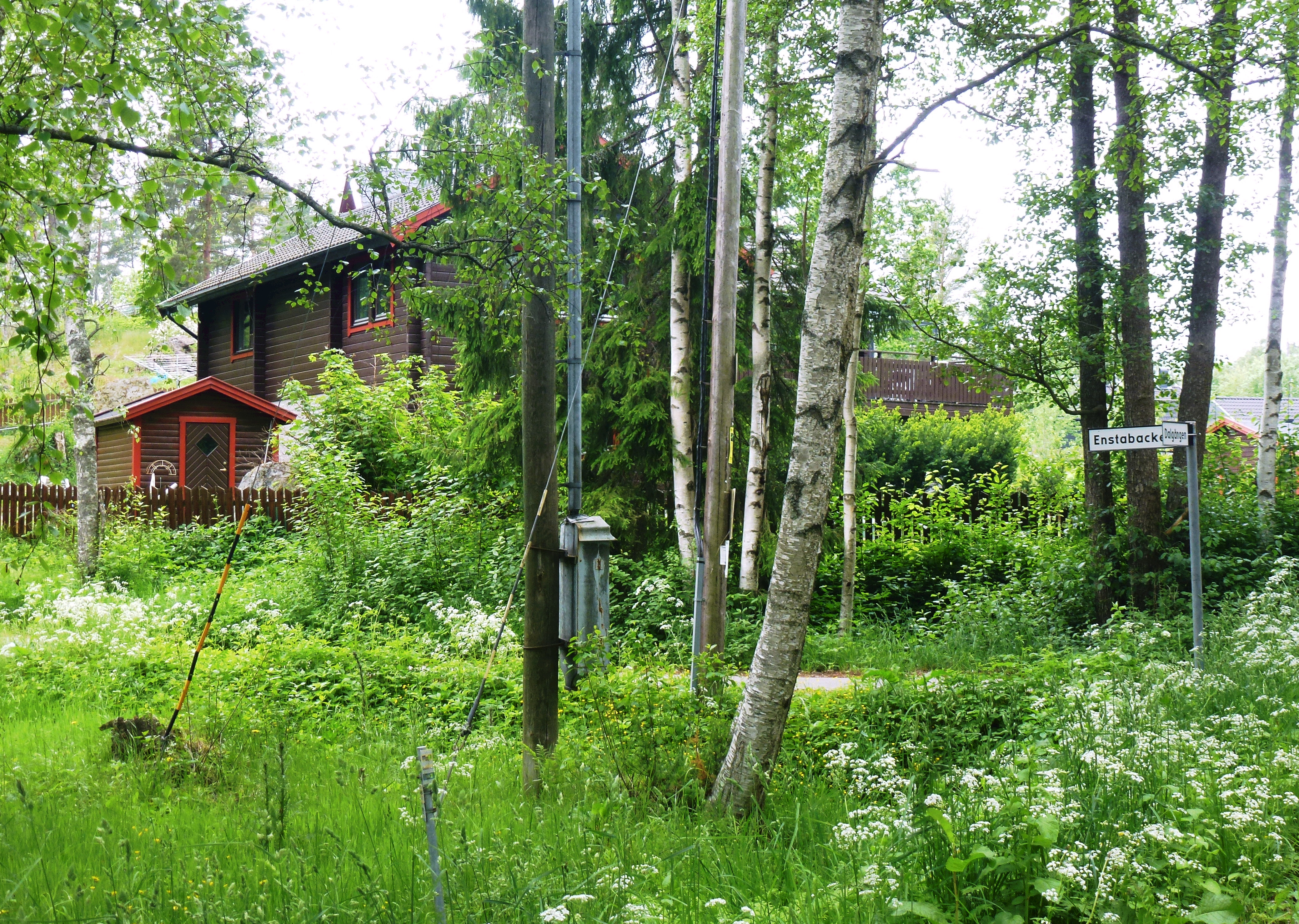
Bebyggelsen vid Enstabacken, Ensta strand
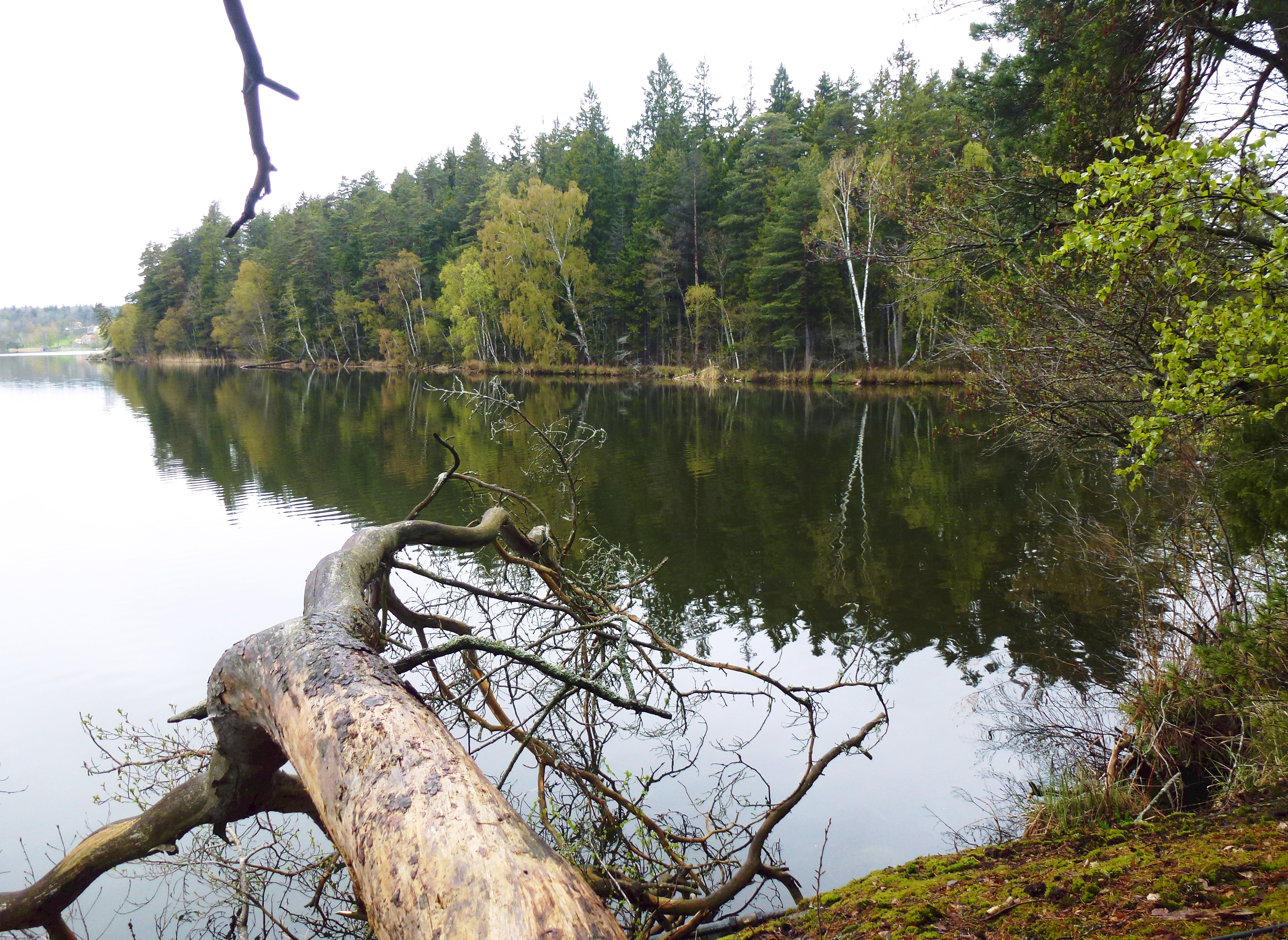
Ensta ö naturreservat